# Покушение на Пак Чон Хи (1968)
Покушение на Пак Чон Хи (также известное как Рейд на Голубой дом, Инцидент 21 января, кор. 1·21 사태?, 青瓦台事件?) — неудачная операция подразделения Сил специальных операций КНДР по убийству президента Южной Кореи Пак Чон Хи, проведённая в январе 1968 года.

## Предпосылки
Нападение на Синий дом произошло в контексте конфликта в корейской демилитаризованной зоне (1966-69), который в свою очередь находился под влиянием войны во Вьетнаме. После южнокорейских президентских и парламентских выборов 1967 года северокорейское руководство пришло к выводу, что южнокорейская оппозиция больше не является серьезной угрозой правлению Пак Чон Хи. С 28 июня по 3 июля ЦК Трудовой партии Кореи провел расширенный пленум, на котором лидер Северной Кореи Ким Ир Сен призвал «приготовиться помочь борьбе наших южнокорейских братьев».
В июле 1967 года спецотряд из недавно созданного отряда 124 Корейской народной армии получил задание убить Пак Чон Хи. Этому решению, вероятно, способствовал тот факт, что в 1967 году война во Вьетнаме вступила в новый этап эскалации, из-за чего американские вооруженные силы, занятые в войне, не могли легко принять ответные меры против Северной Кореи. В 1965—1968 годах северокорейско-вьетнамские отношения были очень близкими, и КНДР осуществляла существенную военную и экономическую помощь Северному Вьетнаму.
Северокорейская пропаганда стремилась изобразить диверсионные рейды, произведенные после 1966 года, действиями южнокорейского партизанского движения наподобие Вьетконга.

## Ход операции
Отряд 124 северокорейского спецназа проходил подготовку в течение 2 лет. 16 января 1968 года, покинув свой гарнизон, группа в составе 31 человека в униформе солдат южнокорейской армии отправилась на задание. 17 января она перешла через демилитаризованную зону возле Кэсона. 19 января преодолела реку Имджинган, после чего вышла на группу лесорубов. Северокорейцы решили их не убивать, но завербовать и отпустить, взяв с них слово молчать, однако лесорубы доложили о случившемся в полицию. В результате в Сеуле были предприняты соответствующие меры по усилению безопасности.
21 января отряд добрался до Сеула и направился к Чхонвадэ, но за 800 метров до него был остановлен полицией с целью проверки документов. Отряд был разоблачён, началась перестрелка. В итоге группа спецназа была ликвидирована, потеряв убитыми 28 человек, один человек был объявлен пропавшим без вести. Двое попали в плен, один из которых — Пак Джэ Гён — смог бежать в КНДР, где получил звание генерала, а другой — Ким Син До — после тюремного заключения стал священником в одной из церквей Сеула. Потери южнокорейских сил составили, по разным данным, от 26 убитых и 66 раненых, до 66 убитых и 68 раненных или 68 убитых и 66 раненных, включая две дюжины мирных граждан. Кроме того, погибло 4 американских военнослужащих.

## Последствия
23 января 1968 года Северной Кореей был захвачен разведывательный корабль США «Пуэбло», что ещё больше усилило напряжённость. Пак Чон Хи решил в качестве ответной акции осуществить покушение на Ким Ир Сена, для чего в апреле 1968 из числа заключённых, приговорённых к смерти, и военнослужащих была сформирована группа, известная как Отряд 684. Она проходила жёсткие тренировки, в ходе которых семеро участников погибли. Однако проект на волне некоторого улучшения отношений с КНДР был отложен, а в 1971 году Отряд 684 взбунтовался, перебил охранников и направился в Сеул, где был уничтожен армейскими частями.